# 傑曼弗拉茨 (紐約州)
傑曼弗拉茨（英語：German Flats）是一個位於美國紐約州赫基默縣的鎮。

## 人口
根據2020年美國人口普查的數據，傑曼弗拉茨的面積為88.56平方千米，當中陸地面積為87.27平方千米，而水域面積為1.29平方千米。當地共有人口2263人，而人口密度為每平方千米26人。